# Acropyga pickeli
Acropyga pickeli é uma espécie de formiga do gênero Acropyga, pertencente à subfamília Formicinae.